# Redditch
Redditch – miasto w środkowo-zachodniej Anglii (Wielka Brytania), w hrabstwie Worcestershire, w dystrykcie Redditch. W 2011 roku miasto liczyło 81 919 mieszkańców. W mieście rozwinął się przemysł metalowy oraz środków transportu.

## Geografia
Redditch leży na południe od Birmingham, na wschód od Worcester i na zachód od Coventry.
Główne drogi dojazdowe to A448 w kierunku Bromsgrove, A441 i A435 w kierunku Birmingham oraz A435 w kierunku Evesham.
Redditch posiada też bardzo korzystne położenie logistyczne, znajduje się bowiem niedaleko autostrad, co umożliwia szybki dostęp w kierunku Londyn (M42) i (M40), w kierunku Bristol (M5) oraz w kierunku Manchester (M6).

## Historia
Pierwsze zapiski o Redditch ("Red-Dych(Ditch)" - "Czerwony Rów" najprawdopodobniej w odniesieniu do czerwonej gliny w pobliskiej rzece Arrow) można odnaleźć w zapisach z 1348 roku, dotyczących rozpoczęcia epidemii czarnej śmierci. 
W średniowieczu miasto stało się centrum wytwarzania igieł, a w latach późniejszych dochodową działalnością na tych terenach była produkcja haków do połowu ryb, osprzętu wędkarskiego, motocykli i sprężyn.
W 1964 roku Redditch zostało przeprojektowane jako "Nowe Miasto". Populacja wzrosła z 32 000 do około 77 000. Rozbudowa i rozwój Church Hill, Matchborough, Winyates, Lodge Park oraz Woodrow zapewniła kwatery ogromnym nadwyżkom ludzi z rozwijającego się przemysłowo Birmingham. Redditch zostało zbudowane jako miasto "sztandarowe" przy użyciu nowych metod planowania. Wszystkie główne drogi w Redditch są otoczone zielenią aby zmniejszyć hałas.
Obecnie wytwarzanie igieł i inne pierwotne zajęcia zostały zastąpione przez nowoczesny przemysł lekki i usługowy z Redditch mającym także funkcję miasta-sypialni dla Birmingham.
W mieście ciągle znajdują się historyczne miejsca, tj. Narodowe Muzeum Igieł czy ruiny Opactwa Bordesley (położone w okręgu Abbey). Są tutaj także pozostałości otoczonej fosą średniowiecznej osady nazywanej Moons Moat, znajdującej się w dzielnicy Church Hill.
31 maja 1948 roku urodził się tutaj John Bonham perkusista grupy rockowej Led Zeppelin, a 1 lutego 1994 roku urodził się tutaj Harry Styles, wokalista boysbandu One Direction.

## Miasta partnerskie
- Auxerre, Francja
- Mtwara, Tanzania

## Miasta zaprzyjaźnione
- St. Elizabeth, Jamajka
- Gruchet-le-Valasse, Francja
- Gujur Khan, Pakistan